# 飞鸣越剧团
飞鸣越剧团是上海市虹口区主要的越剧团队。是中华人民共和国建国后上海市最后一个由演员自主建立的民间职业越剧团。文革期间曾改名为“向阳越剧团”。

## 历史
1953年8月12日被批准成立，由陆锦娟建立，并自任团长。至1955年，上海的晨光越剧团、光明越剧团解散，部分成员加盟“飞鸣”。1957年后由何笑笑任团长。1958年，剧团交由虹口区管理。全团在编47人，为当时的中型剧团。陆锦娟为头牌小生。由于文革时期越剧团人员受到迫害，越剧被迫停演。1971年底，飞鸣越剧团解散。

## 演出情况
据目前资料统计，剧团演出剧目近80出，其中古装戏有58个之多，现代戏21个。以陆锦娟主演的《啼笑因缘》（与李蓉芳共同主演）、《墙头马上》、《三请樊梨花》最为出名。而据关汉卿作品《魔合罗》由盛燮改编的《智审泥神》，则被选拔参加上海市1959年戏剧戏曲会演，且是当年上海戏剧汇演中唯一的越剧参赛剧目，受到好评。剧团还曾上演《琼花》、《霓虹灯下的哨兵》、《八一风暴》等一批现代戏剧目。剧团票价一般为7角，文革时期票房累计资金上交达到7万。

## 成员情况
该剧团陆锦娟、潘祖德（作曲）、陈必华（舞美设计）三人被《中国越剧大典》列入“名人卷”。

## 荣誉
1961年，飞鸣越剧团被评为上海市社会主义建设先进集体。

## 后续
1978年冬，原飞鸣越剧团和东风越剧团主要人员组建虹口区越剧演出队，并以虹口区越剧演出队名义于1979年2月恢复演出《见姑》、《赠塔》等选场和《九斤姑娘》等越剧折子戏。1979年10月，虹口区越剧演出队正式定名为虹口越剧团并挂牌。之后，老演员相继离开舞台。